# 2037年7月13日日食
2037年7月13日日食是一次日全食，將發生於2037年7月13日（西半球為7月12日）。新月當天（即朔日），地球上觀測到月球和太阳的角距離極小，此時月球如果恰好在月球交點附近，穿過太阳和地球之間，與地球、太阳接近一直線，則會出現日食。月球本影接觸地表而使該區域完全得不到陽光，就會形成日全食，同時在本影兩側數千公里的半影範圍內遮擋部分陽光，形成日偏食。此次日全食將會經過澳大利亚和新西蘭，日偏食則將覆蓋東南亞南半部、大洋洲西南部和周邊部分地區。

## 日食概況

### 出現區域
本次日食開始時，月球本影將在法屬南部和南極領地東南約1000公里的南印度洋面最先接觸地表，當地將在7月13日日出時最先看到日全食。然後本影向東北方向移動，登上澳大利亚並逐漸轉向東南，其中在昆士蘭州迪亞曼蒂納郡貝杜里西部達到最大食分。此後本影繼續向東南斜貫塔斯曼海、新西蘭北島，跨過國際日期變更線後不久就在7月12日日落時分結束於查塔姆群島東南約440公里的南太平洋面。全食帶內的陸地均在國際日期變更線以西，在7月13日看到日全食。
澳大利亚在2023年至2038年的不到16年內將出現高於一般頻率的5次日全食，這是其中第四次。
巧合的是，本次月球本影經過的陸地和2038年12月26日的下一次日全食一樣，也屬於澳大利亚和新西蘭兩國，依次包括：
- ：自西南向東北斜貫西澳大利亚州並擦過南澳大利亚州極西北角後自西向東貫穿北領地南部，自西北向東南斜貫昆士蘭州中部偏南並經過新南威爾士州東北部，其中最大食分位於昆士蘭州迪亞曼蒂納郡貝杜里西部；
- 新西兰：經過北島的塔拉納基大區北部、懷卡托大區中南部、馬納瓦圖-旺加努伊大區北部、普倫蒂灣大區南部後自西北向東南斜貫霍克湾大区。[4][5]

除了狹窄的全食帶內能看見日全食之外，月球半影覆蓋範圍內都將能看到日偏食，包括馬來群島除蘇門答臘北部和菲律賓中北部以外的大部、馬來半島南端、澳大拉西亞、密克羅尼西亞島群南半部、玻里尼西亞島群西部，及南極洲靠近澳大利亚的小部分海岸。其中大部分地區位於國際日期變更線以西，在7月13日看到日食，其餘部分則在7月12日看到日食。

此次日全食過程中月影在地表移動的動畫

### 基本參數
- 類型：日全食
- 食甚中心處（位於澳大利亚昆士蘭州迪亞曼蒂納郡貝杜里西部）資料：
  - 時間：2037年7月13日2:39:13.3
  - 地點：24°46.1′S 139°4.5′E / 24.7683°S 139.0750°E
  - 食分：1.0413（全食帶內最大）
  - 本影寬度：200.7公里
  - 日全食持續時間：3分58.4秒
- 全食最長處資料：
  - 時間：2037年7月13日2:39:41
  - 地點：24°47′S 139°14′E / 24.783°S 139.233°E
  - 本影寬度：200.6公里
  - 日全食持續時間：3分58.4秒（全食帶內最長）[7]

## 相關的日食

### 2036-2039年的日食
月球交替位於相對的月球交點時，以半個交點年（食年），即約177天又4小時間隔出現下列日食。
註：2036年2月27日和2036年8月21日的日偏食屬於上一組交點年系列。
| 日食列表  |           |           |           |           |           |           |           |           |           |           |           |
| 1997-2000 | 2000-2003 | 2004-2007 | 2008-2011 | 2011-2014 | 2015-2018 | 2018-2021 | 2022-2025 | 2026-2029 | 2029-2032 | 2033-2036 | 2036-2039 |

| 升交點   | 升交點                   |          | 降交點                   | 降交點 |
| 沙羅周期 | 地圖                     | 沙羅周期 | 地圖                     |        |
| 117      | 2036年7月23日 偏食（南） | 122      | 2037年1月16日 偏食（北） |        |
| 127      | 2037年7月13日 全食       | 132      | 2038年1月5日 環食        |        |
| 137      | 2038年7月2日 環食        | 142      | 2038年12月26日 全食      |        |
| 147      | 2039年6月21日 環食       | 152      | 2039年12月15日 全食      |        |

### 沙羅周期
沙羅週期長度為18年11天。本次日食屬於沙羅週期127，共包含82次日食，依次為991年10月10日至1334年5月4日的20次日偏食、1352年5月14日至2091年8月15日的42次日全食、2109年8月26日至2416年2月29日的20次日偏食，總共歷時1460.44年。其中最長的全食發生於1532年8月30日，共持續了5分40秒。
下表列舉了1901年至2100年間發生的屬於該周期的日食，是第52至62次：
| 52            | 53            | 54            |
| ------------- | ------------- | ------------- |
| 1911年4月28日 | 1929年5月9日  | 1947年5月20日 |
| 55            | 56            | 57            |
| 1965年5月30日 | 1983年6月11日 | 2001年6月21日 |
| 58            | 59            | 60            |
| 2019年7月2日  | 2037年7月13日 | 2055年7月24日 |
| 61            | 62            |               |
| 2073年8月3日  | 2091年8月15日 |               |

## 資料來源
1. ↑  樊忠玉. . 中国天文科普网.   [2018-02-08]. （原始内容存档于2014-09-17）.
2. 1 2  Fred Espenak. . NASA Eclipse Web Site.   [2018-02-08]. （原始内容存档于2020-10-24）.（英文）
3. ↑  Fred Espenak. . NASA Eclipse Web Site.   [2018-02-08]. （原始内容存档于2020-12-28）.（英文）
4. ↑  Fred Espenak. . NASA Eclipse Web Site.   [2018-02-08]. （原始内容存档于2020-11-12）.（英文）
5. ↑  Xavier M. Jubier. .   [2018-02-08]. （原始内容存档于2018-02-08）.（法文）（英文）
6. ↑  Fred Espenak. . NASA Eclipse Web Site.   [2018-02-08]. （原始内容存档于2019-01-18）.（英文）
7. ↑  Fred Espenak. . NASA Eclipse Web Site.   [2018-02-08]. （原始内容存档于2020-10-23）.（英文）
8. ↑  Fred Espenak. . NASA Eclipse Web Site.（英文）

## 外部連結
- NASA日食專頁（页面存档备份，存于）（英文）
- 可見區域圖和時間統計：由弗雷德·埃斯佩纳克做出的日食預報，NASA/GSFC
  - Google互動地圖呈現的日食範圍
  - 貝塞爾元素
- Google地圖顯示的日全食和日偏食範圍（页面存档备份，存于）（法文）（英文）

| \| \| 日食 \|                             |                              |                                          |
| 上一次日食： 2037年1月16日日食 （日偏食） | 2037年7月13日日食 （日全食） | 下一次日食： 2038年1月5日日食 （日環食） |
| 上一次日全食： 2035年9月2日日食           | 2037年7月13日日食 （日全食） | 下一次日全食： 2038年12月26日日食        |
|                                           | 日食                         |                                          |